# Johann Friedrich Lampe
Johann Georg Friedrich Lampe (Wolfenbüttel, 1744 - 1800) fou un tenor i compositor alemany del Classicisme.
Cantà en Hamburg i el 1788 fou contractat pel teatre de la cort a Schwedt, passant més tard a Düsseldorf, on donà lliçons de cant i de piano, instrument del qual, així com el violí, dominava amb perfecció.
Com a compositor se li deuen; dues operetes, Das Mädchen im Eichthale i Die Liebe; la cantata fúnebre Galora, diverses simfonies, etc.